# Шамкирская башня
Шамкирская башня, или шамкирский минарет, известный также как «шамхорский столп» — некогда расположенная близ Шамкира (ныне — город в Азербайджане) башня, или минарет. Вид построенной в конце XI веке башни известен по подробному письменному описанию Н. Флоровского, побывавшего на средневековом городище Шамкир в первой половине XIX века, а также по картинам таких художников, как Григорий Гагарин и Дюбуа де Монпере.

## Сведения о башне
Памятник привлекал внимание многих путешественников, неоднократно упоминался и даже описывался. Наиболее раннее упоминание о памятнике встречается у Абульфеды (начало XIV века), отмечающего, что «минарет очень высокий и выдающийся». Ссылаясь на стилистические особенности архитектуры Микаэль Усейнов и Леонид Бретаницкий датировали минарет XII—началом XIII века. Интересны сведения Г. Гамбы в его описании путешествия по Кавказу, где он сравнивал башню с Колонной Траяна в Риме и отмечал, что муллы использовали башню для созыва мусульман на молитву. Эдуард Эйхвальд видел минарет в 1826 году, но побывавший в местности городища Шамкир в 1861 году Дорн застал уже только его руины и сообщал о его разрушении до основания. Минарет известен по взаимодополняющим рисункам Дюбуа де Монпере, и Григория Гагарина. Но эти рисунки не дают представления о его былом окружении. Поэтому особо интересны сведения Арсения Суханова, проезжавшего через Шамкир в 50-х годах XVII века. Он писал, что «проехал город пустой, велик был, кирпичной, и камень от почвы, а внутри другой был; у обоих испорчены стены, но токмо кричальница и высока гораздо и хороша, целехонька кирпичная; тут и мост кирпичной через реку; река та велика добре, да разведена врозь на пять рек; по берегу потока протоки; переехав ту реку, на берегу ночевали против града пустого того».
Башню упоминал американский протестантский миссионер Эли Смит:
Восточный ветер, даже после того, как утром утих туман, весь день казался насыщенным вредными парами; и не доходя до Шамкорского столпа, я чувствовал приметы приближающейся лихорадки. Мы остановились на время, чтобы изучить древности. Он построен из кирпича, имеет винтовую лестницу до самой вершины, и, как говорят, 180 футов в высоту. На камне у основания арабской вязью имеется надпись, другая же опоясывает в верхней части, где также имеется окружённая галерея с дверью, открывающейся изнутри. Его происхождение неизвестно, но, видимо, она построена в качестве минарета мечети. Другие местные руины являются основаниями большого караван-сарая, и нескольких небольших мусульманских могил. Оригинальный текст (англ.)
The east wind, even after the fog of the morning had subsided, had seemed all day surcharged with noxious vapours; and before reaching the column of Shamkor, I felt symptoms of approaching fever. Still we stopped a moment to examine that antiquity. It is built of brick, has winding stairs within to its top, and is said to be 180 feet in height. On a stone near the bottom is an inscription in the Arabic character, and another reaches nearly around it at the top, where it is also surrounded by a gallery with a door opening upon it from within. Its origin is not known, but it was evidently built for the same purposes as the minaret of a mosque. The other ruins of the place are the foundations of a large caravanserai, and several small moslem tombs. 

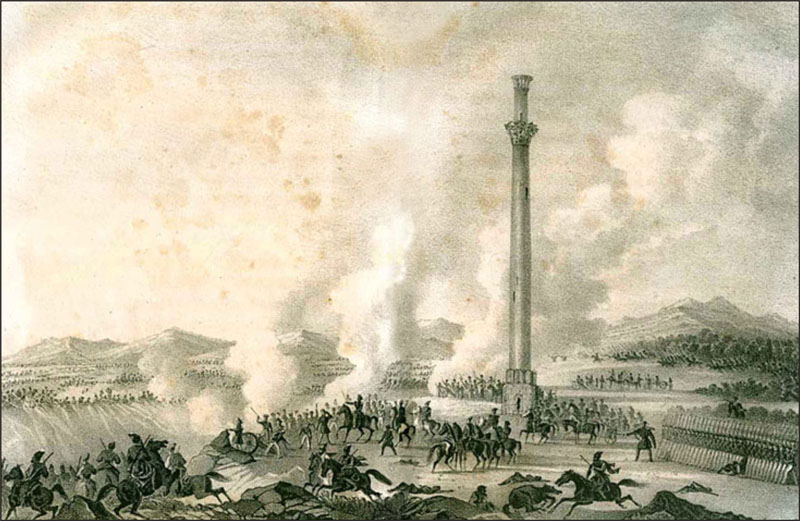
Башня на рисунке М. Мещерского, посвящённой Шамхорской битве. XIX век

Представление о памятнике даёт опубликованное в 1836 году в «Обозрении российских владений за Кавказом» обстоятельное описание Н. Фроловского, считающего, что «самый достопримечательный из всех тамошних (имеется в виду Елисаветпольский край) памятников древности есть Шамхорский столб, воздвигнутый среди равнин на левом берегу р. Шамхор, в 25 верстах от города, и открывающийся взором почти на 30 верст. Его окружают развалины крепости и других строений, которые были обнесены квадратной стеной, простиравшейся в длину от севера к югу на сто, а в поперечнике на шестьдесят саженей. Время построения столба неизвестно, хотя, впрочем, безотчетное предание и относит сооружение его Александру Македонскому. Основание колонны представляет кубическую фигуру и имеет семь аршин в поперечнике и шесть с четвертью в высоту; на этом основании устроено другое же подножие такой же фигуры, содержащее при шести аршинах ширины, пять аршин в высоту. На нём возвышается круглая колонна, которая имеет в диаметре у основания пять, а вверху до четырёх аршин, в высоту восемнадцать саженей, с основанием же до двадцати двух сажен. Верхняя часть ея обнесена четырёхугольным карнизом, которого стороны заключают по 5 аршин; под карнизом заметна надпись, как полагают, на языке куфическом. Над этим карнизом устроена ещё круглая колонна, высотой в шесть саженей, вверху уже разрушившаяся; диаметр её в основании не более одной сажени. Весь же столб имеет до 28 сажен высоты. В средине колонны находится спиральная лестница, состоящая из 124 больших, почти разрушенных ступенек, по которым подыматься весьма трудно. В верхней части под карнизом, также по видимости была лестница, если судить по углублениям в стене, в которые, вероятно, укреплены ступени. Столб построен из кирпича на гаже, смешанной с песком и с мелкими камнями; работа чрезвычайно прочна и красива; цемент столь крепок, что совершенно слился с кирпичом. Нельзя без сожаления видеть, что время начинает уже во многих местах разрушать этот прекрасный памятник древности, и даже весьма приметно наклонение столба [„Сомнительно, чтобы эта колонна служила обсерваторией, как полагает Гамба (Voyages dans lа Russie meridionale etc.), а весьма вероятно, что это было не что иное, как минарет, с вершины которого созывали мусульман на молитву“]».

## Архитектура

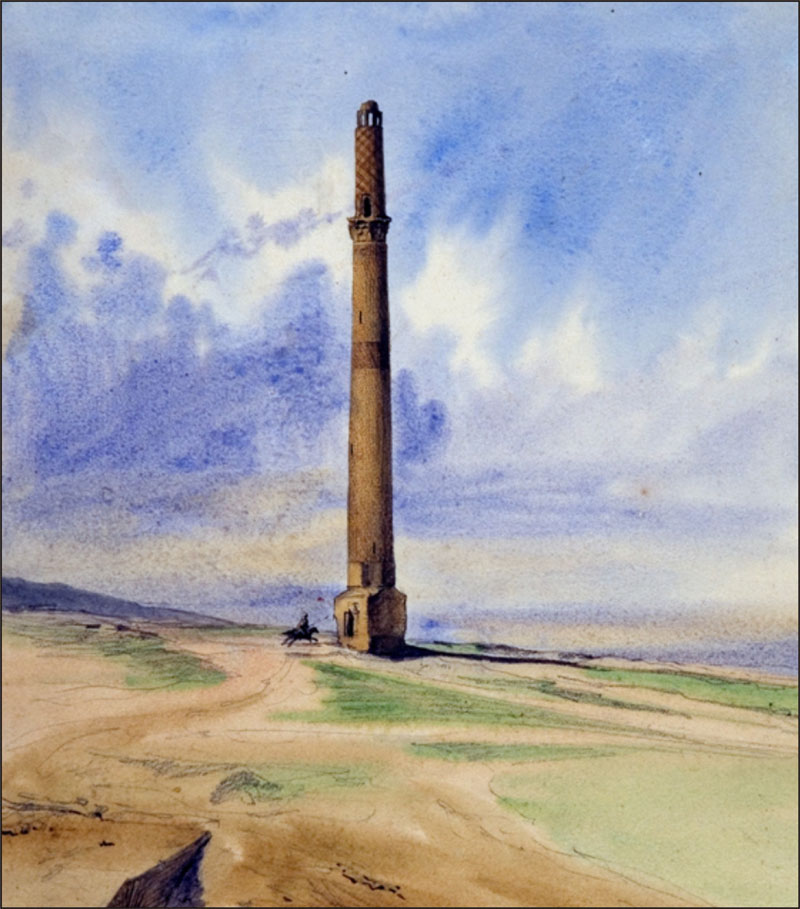
Шамхор. Минарет. Рисунок Григория Гагарина

Композиция минарета обычна. Основанием служит призматический объём со стрельчатым входным проёмом. Клинообразные скосы создают переход к восьмигранному объёму, на котором высится слегка утоняющийся ствол минарета. Интересна трактовка балкончика для муэдзина. Рисунок Гагарина фиксирует крупные членения поддерживающего сталактитового карниза, под которым размещена лента надписи. Над балкончиком имеется вытянутых пропорций навершие с небольшим стрельчатым проёмом.
Навершие минарета представляет исходный материал для восстановления примерно одновременных минаретов в сел. Карабаглар и Нахичевани. Минарет завершён своеобразным «фонарём» с лёгкой сквозной аркадой. Сочетание «фонаря» с развитым балконом для муэдзина несколько необычно и встречается редко. Подобный «фонарик» обычен в минаретах сопредельных и близлежащих с Азербайджаном стран. В минаретах Ширвана он не встречается, а для муэдзина предназначался балкончик с круговым обходом. В рисунке отмечена также разница в узорах кирпичной кладки ствола и навершия минарета. Кроме того, на прорезанном щелевидными проёмами стволе, примерно на высоте его верхней трети, выделяется широкая декоративная полоса.

## Куфическая надпись башни

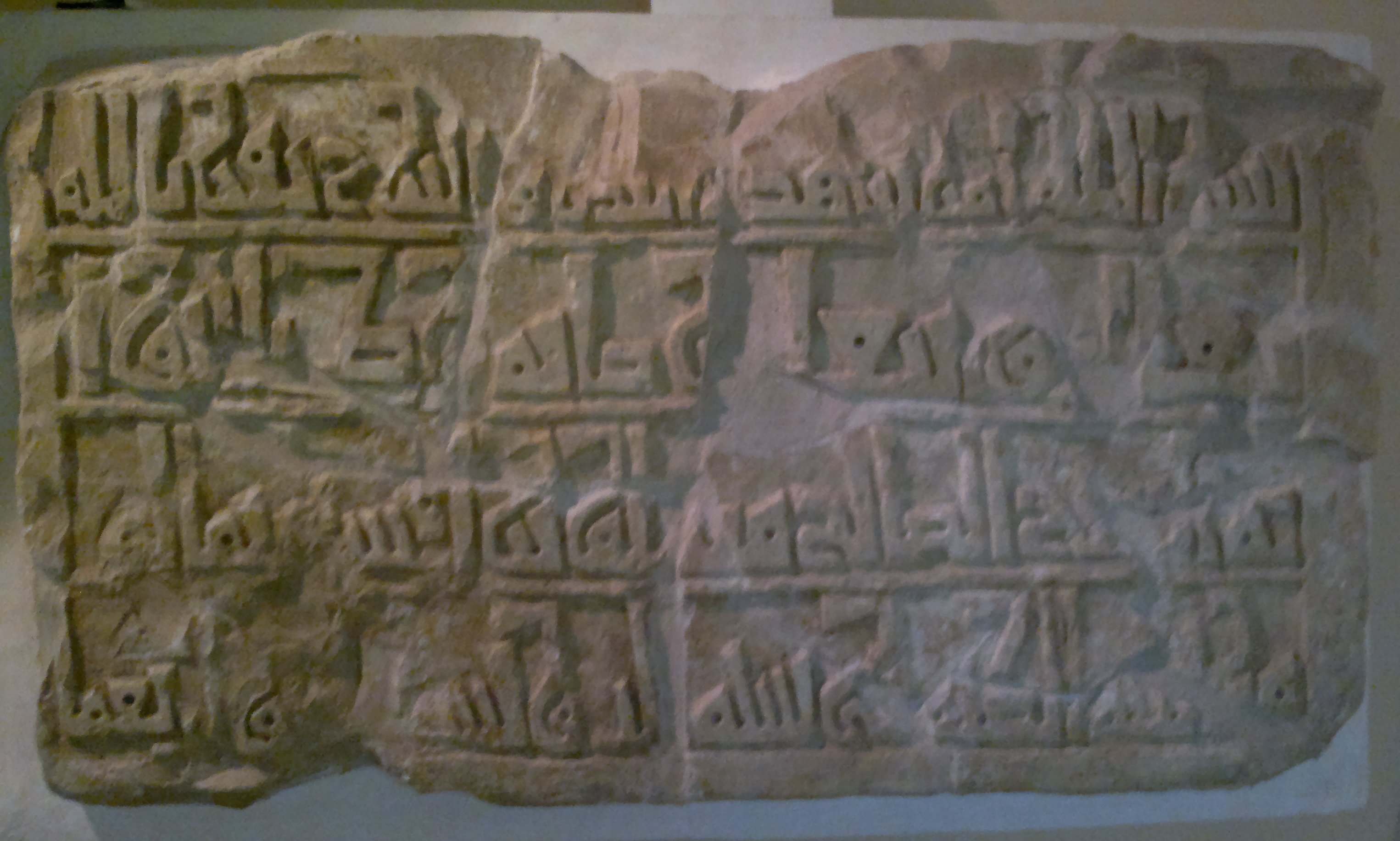
Каменная плита (китабе) Шамкирской башни с куфической надписью на арабском языке. Музей истории Азербайджана

В 1970 году при прокладке газопровода в Шамкирском районе Азербайджанской ССР, на месте городища Шамкир была обнаружена куфическая надпись, проливающая свет на назначение и дату постройки. Арабоязычная надпись на этой каменной плите, находящейся ныне в Музее истории Азербайджана, гласит, что башня была возведена на средства Шейха ас-Салеха ибн Афшина в 493 году хиджры (1099/1100):
Бисмиллах, с помощью всевышнего Аллаха, по его желанию, под его защитой на средства Шейха ас-Салеха ибн Афшина приказано в четыреста девятьсот третьем году возвести эту сторожевую башню в ряду оборонительных строений.
Исследовав текст надписи азербайджанский историк Мешадиханум Неймат пришла к выводу, что Шамкирский минарет входил в число таких сооружений, которые были назначены для прикрытия, то есть обороны города. Он служил сторожевой башней, с которой можно было проследить всю окрестность города. Неймат отмечала, что из надписи также видно, что минарет построен не в XII-XIII вв., как предполагали исследователи истории строительства памятника, а в конце XI века.